# 环足阿蠓
环足阿蠓（学名：Alluaudomyia annulipes）是雙翅目蠓科阿蠓属的一种昆虫，分布于马来西亚、泰国、澳大利亚和中国的海南省。模式产地位于泰国宋卡府。

## 形态
环足阿蠓雌虫具有宽大的受精囊；雄虫的阳茎中叶中轴极长，这是区别于其他阿蠓属物种的主要鉴别特征。
成虫头顶褐色。触角柄节和梗节深褐色，分13节，大颚齿20枚。雌成虫中胸背板前缘有深色大斑，雄成虫色斑较深；两肩淡色，其余皆为浅黄色。小盾片前缘和后缘中部褐色，翅面端部有深色斑点。平衡棒白色。成虫各足基节和转节褐色；股节和胫节有相间褐纹。腹部浅黄色。